# Иван Попчев
Иван Петков Попчев е български учен, специалист в областите математическо моделиране, оптимизация, размити множества, вземане на решения в условия на неопределеност и риск, теория на управлението, анализ и управление на риска, информатика и информационни системи. Академик (действителен член) на Българската академия на науките от 2003 година.

## Биография
Роден е на 18 юни 1936 г. в град Лясковец. През 1950 г. семейството му се мести да живее в Шумен, където през 1953 г. Попчев завършва гимназия „Никола Вапцаров“.
От 1954 до 1959 г. следва във Висшия машинно-електротехнически институт в София (днес Технически университет - София). Работи в металургичните комбинати в Перник и Кремиковци, а от 1962 г. – в различни институти на Академията. В периода 1964 – 1965 г. прави следдипломна квалификация в областта на теория на управлението в Московския държавен университет „М. В. Ломоносов“ и в Института по проблемите на управлението при АН на СССР, както и специализация по математическо програмиране и оптимизация в Института по кибернетика при АН на УССР в Киев през 1965 – 1966 г.
Иван Попчев става последователно кандидат на техническите науки (1967), доктор на техническите науки (1980), ст.н.с. II ст. (1969), ст.н.с. I ст. (1981). През 1995 г. е избран за член-кореспондент на БАН в отделение „Технически науки“, а през 2003 г. е избран за академик.
Преподавателската му кариера започва през 1964 г. – като хоноруван асистент, преподавател, професор и гост-професор преподава в няколко български университета, сред които Пловдивски университет „Паисий Хилендарски“, Нов български университет, Бургаски свободен университет. Чете лекции в различни интердисциплинарни и тясно профилирани дисциплини като изкуствен интелект, теория на риска, анализ на риска, управление на риска, капиталови пазари, финансови пазари и инфраструктура, фондови борси и други. Изнасял е доклади по покана и публични лекции в чужбина: Берлин, Илменау, Москва, Варшава, Лос Анджелис, Цукуба, Маастрихт, Варшава. Бил е научен ръководител на повече от 30 успешно защитили докторанти.
Член е на седем международни и чуждестранни научни организации и академии, участва в повече от 140 организационни и програмни комитети на конгреси и конференции в България и по света.
Акад. Попчев е носител на множество престижни отличия като орден „Кирил и Методий“ и почетния знак на БАН „Марин Дринов“ с лента. Двукратно е удостояван с наградата на БАН и Софийски университет „Св. Климент Охридски“. Носител е на златна значка „Проф. Асен Златаров“ и на награди на Фонд „Научни изследвания“. През 1987 година е избран за заслужил деятел на науката. Отличен е с титлата „Доктор хонорис кауза“ на няколко български университета: Бургаски свободен университет (2005), на Пловдивски университет „Паисий Хилендарски“ (2006), на Шуменския университет „Константин Преславски“